# Hashihime of the Old Book Town
Hashihime of the Old Book Town (古書店街の橋姫, Koshotengai no Hashihime) is een homo-erotische getinte visuele roman ontwikkeld en gepubliceerd door ADELTA op 14 mei 2016. Op 27 september 2018 werd Koshotengai no Hashihime NOMA (古書店街の橋姫 々) gepubliceerd door HuneX, in deze versie werden alle erotische scènes vervangen.

## Verhaal
Tamamori werkt bij Umebachidou, een tweedehandsboekenwinkel in de Japanse boekenstad Jinbocho. Hij zou moeten studeren voor het toelatingsexamen van de universiteit, maar heeft maar weinig motivatie, is snel afgeleid door verhalen te schrijven en laat zichzelf meeslepen door zijn bizarre fantasieën.
Op een dag vertelt Kawase aan Tamamori dat het lijk van zijn jeugdvriend Minakami is gevonden. Volgens de politie heeft Minakami zelfmoord gepleegd, wat Tamamori echter niet gelooft. Na het ontdekken dat hij de kracht heeft om drie dagen terug in de tijd te gaan, probeert Tamamori zijn jeugdvriend te redden.

## Gameplay
Hashihime of the Old Book Town heeft een speelervaring zoals een traditioneel visuele roman. De speler leest de dialogen tussen de personages en de monologen van Tamamori. Op de eerste speelbeurt van het spel zijn er geen keuzemomenten te vinden, maar na elke voltooide scenario, wordt er telkens een nieuw keuzemoment toegevoegd. Het spel heeft vijf verschillende scenarios die elk een focus hebben op een van de personages.

## Personages
Tamamori (玉森)
Tamamori is de protagonist van het verhaal. Hij is bevriend met Minakami, Kawase en Hanazawa. Alle vier zijn samen opgeroeid in Aizu, een regio binnen Fukushima. Tamamori heeft vaak de neiging om zichzelf mee te slepen in zijn eigen fantasieën, waardoor het soms moeilijk te bepalen valt wat wel en niet echt is. Hij ontdekt de kracht te hebben om terug te keren in de tijd en gebruikt dit om zijn jeugdvriend Minakami te redden.
Minakami (水上)
Hij is een serieuze liefhebber van boeken. Hij is een van de jeugdvrienden van Tamamori en is verliefd op hem. Minakami pleegt zelfmoord in elke mogelijke scenario van het spel, maar wordt in het eerste scenario gered door Tamamori.
Kawase (川瀬)
Hij heeft smetvrees en heeft een zeer onbeleefd karakter. Tamamori laat Kawase vaak zijn zelfgeschreven verhalen lezen, maar Kawase bekritiseert zijn werken vaak negatief.
Hanazawa (花澤)
Hij heeft zijn geboortedorp verlaten om naar het leger te gaan en is uiteindelijk tweede luitenant geworden. Zijn jeugdvrienden hebben hem al lang niet meer gezien.
Hikawa Kijuurou (氷川 喜重郎)
Een bizarre jongeman met een ooglapje. Hij ontmoette Tamamori in Umebachidou en werd meteen stapelverliefd op hem. De meeste mensen noemen hem bij zijn bijnaam "professor".

## Uitgave
Het spel verscheen als eroge in Japan op 14 mei 2016, met een wereldwijde uitgave door MangaGamer op 26 september 2019. Een versie gepubliceerd door HuneX met alle erotische scènes vervangen verscheen op 27 september 2018 op de Playstation Vita onder de titel Koshotengai no Hashihime NOMA. Deze versie werd geporteerd naar de Nintendo Switch met een wereldwijd uitgave op 16 december 2021.
Op 12 september 2024 verscheen Hashihime of the Old Book Town append: fullscreen (古書店街の橋姫 々 満天, Koshotengai no Hashihime Noma: Manten). Het is een verzameling van extras: zoals digitale illustraties, informatie en biografieën over de personnages en nieuwe dialogen tussen de personnages.